# Sädestrips
Sädestrips (Limothrips denticornis) är en insektsart som först beskrevs av Alexander Henry Haliday 1836.  Limothrips denticornis ingår i släktet Limothrips och familjen smaltripsar. Arten är reproducerande i Sverige. Inga underarter finns listade i Catalogue of Life.
Sädestripsen uppehåller sig i alla utvecklingsstadier i bladslingorna hos olika gräsarter, där de suger ut strået så att kärnbildningen försvagas och vitaxighet uppkommer hos gräsen.